# Морозов, Валентин Фёдорович
Валентин Фёдорович Морозов (яп. ヴァレンティン・フョードロヴィチ・モロゾフ; 1 марта 1911 года, Тереньга — 23 января 1999 года, Япония) — русский белоэмигрант, японский бизнесмен-кондитер, пионер производства элитного шоколада в Японии. Основанная им в Кобе кондитерская компания с ограниченной ответственностью Morozoff Limited была уничтожена, но впоследствии он вновь возродил её под названием The Cosmopolitan Confectionery.

## Биография
Родился в маленькой поволжской деревне Тереньга, находившейся под Симбирском в семье купца Фёдора Дмитриевича Морозова. Отец во время Первой мировой войны занимался поставками боевых коней и военной униформы для войск Российской Империи, а в 1917 году после Октябрьской революции, бежал с семьёй в китайский Харбин, где пытался заниматься торговлей и финансово поддерживать Белую армию, но неудачно. В 1923 году он с семьёй уехал из Харбина в американский Сиэтл, но в 1924 году, не сумев обустроиться там, переехал в японский Кобе.

### Начало занятий кондитерским делом
Думая что Япония подвергается резкой вестернизации, Фёдору Морозову пришла в голову идея наладить продажу блюд западных кухонь. Методом проб и ошибок он решил остановиться на производстве кондитерских изделий, по большей части шоколадных. В марте 1926 года он, наняв русских специалистов-кондитеров, также бывших белоэмигрантами, открыл свою кондитерскую в Кобе по адресу улица Тор-роуд (яп.), дом 103. Сын Валентин решил бросить учёбу в Международном колледже Святого Иосифа (яп.) в Йокогаме, чтобы помогать отцу как один из кондитеров. Валентин, поскольку нанятые отцом кондитеры не пытались научить его рецептам кондитерского дела, постигал кондитерское ремесло прямо во время рабочего процесса. Морозов заметил, что русские рецепты не особо популярны у японцев, поэтому заказал книги по кондитерскому делу из США и Британии и изучал производственные методы, принятые в обеих странах.

### Работа на фабрике в Кобе
В июне 1931 года Фёдор Морозов, искавший инвестиции для расширения бизнеса, был представлен директором торгово-промышленной палаты Кобе Фукумото Гирё директору лесозаготовительной фирмы Кудзуно Томоцути, который закупил необходимое оборудование и создал компанию «Morozoff Limited». Кудзуно был представителем совета директоров, Фёдор — директором, Валентин — инженером производственного процесса. Управление компании было достаточно хорошим, чтобы на второй год деятельности получить чистую прибыль в 3500 иен. В январе 1934 Валентин женился также на русской белоэмигрантке Ольге Тарасенко.

### Конфликт с соучредителем
Где-то с 1933 года отношения между Морозовыми (Морозовым-старшим и Морозовым-младшим) и Кудзуно стали ухудшаться. Недоверие нарастало из-за отказа Кудзуно предоставить Морозовым доступ к бухгалтерскому журналу. Согласно условиям контракта Морозовым полагалась бонусная выплата в случае перехода выручки компании определённого порога, поэтому у них закралось подозрение в намеренном искажении Кудзуно финансовых показателей компании с целью избежать выплаты. Вдобавок у них был конфликт на почве производства: Морозовы хотели максимально расширить ассортимент предлагаемых кондитерских изделий, а Кудзуно — ограничиться оговорёнными товарами. В конце года конфликт всплыл на поверхность. Морозовы продали фабрику с условием того, что на тор роуд даже после покупки фабрики Морозовым останется магазин, продающий только изделия фирмы, но отказались оплачивать поставки товара со стороны Кудзуно. Причиной, по которой они пошли на это, был случай, когда однажды заказчик вернул товар и попросил вернуть деньги, ему возместили издержки за счёт вычета из зарплаты Морозовых, что вызвало в семье Морозовых финансовые трудности и попытки наскрести денег. Конфликт продолжался больше года, поэтому в марте 1935 Кудзуно послал почтовое письмо с сертификатом (яп.), содержащее запрос Морозову на оплату неоплаченного товара. В ответ такое же письмо послал и Фёдор с требованием возможности инспекции бухгалтерского журнала.
1 мая Кудзуно прекратил поставки, в ответ на что, Морозовы решили оспорить дело в коммерческом окружном суде в Кобе. В июне 1936 было заседание арбитража. Суд постановил запретить Морозову продажи с использованием коммерческого бренда «Morozoff» до 10 июня 1941 года или заниматься подобным бизнесом. Морозов, давая интервью Мамору Сигэмори, сказал так:

Я — настоящий Морозов, но имя моей компании вовсе не «Morozoff». Думаю многие задаются вопросом, как же оно так.
Оригинальный текст (яп.)私が本当のモロゾフ。でも、私の会社の名前、モロゾフじゃない。不思議に思う人、多いでしょうね。

Нобуэ Моримото, касаясь этого конфликта, заявил:

Тот японец, который участвовал в деле, успешно воспользовался условиями контракта, непонятно написанного на японском языке, и выкинул Морозовых из «Morozoff» через суд, вдобавок запретив им использовать торговую марку «Morozoff». Для Морозова это решение было исключительно несправедливым, но под угрозой депортации в Россию в случае отказа исполнить это решение он в конце концов был вынужден уступить ему. Разные мнения есть по поводу «Дела Морозова». Однако сам факт запрета использования торгового бренда «Morozoff» может говорить о том, что японские инвесторы вышвырнули Морозовых с целью прибрать к рукам их долю.
Оригинальный текст (яп.)出資した日本人が、日本語の不自由なモロゾフとの契約をうまく利用し、裁判によりモロゾフ一家を「モロゾフ」から排除したのである。さらに、「モロゾフ」という商号すら使用できないようにした。モロゾフにとっては、あまりに一方的な条件であったが、条件を飲まなければロシアへ強制送還するとの脅しに、結局、判決をのまざるを得なかった。

「モロゾフ」係争については諸説ある。しかし、モロゾフの名前である商号すら使用させなかったことは、日本の出資者たちが「モロゾフ」の利権を得るためにモロゾフ一家を排除したといわれても仕方がないであろう。

Пётр Эдуардович Подалко сказал на эту тему:

Чтобы понять обстоятельства этого, то как шло дело, судебные процессы, решения по урегулированию спора и прочее, не следует смотреть на это лишь как на спор Морозова с бизнес-партнёром. Другими словами нельзя игнорировать международное окружение вокруг Японии и его влияние. В сентябре того же года после создания «Kobe Morozoff Confectionary Limited» произошёл Маньчжурский инцидент. Вдобавок за месяц до решения по урегулированию произошёл инцидент 26 февраля, а в ноябре того же года был заключён японско-германский антикоминтерновский пакт с целью сдерживания СССР с Востока и с Запада в пиковый период, если так можно выразиться, японо-советских трений. Русские белоэмигранты, не одобрявшие советский режим и вынужденные бежать в Японию, в то время были мнимыми врагами, не отличавшимися от тех же русских из Советского Союза, для большинства японцев, включая и чиновников.
Оригинальный текст (яп.)この事件の展開、裁判過程、和解勧告などの経緯を理解するには、単にモロゾフとそのパートナーの間の主張だけで判断することはできない。つまり、当時の日本を取り巻く国際環境とその影響を無視することはできないであろう。「神戸モロゾフ製菓株式会社」の設立後、同年9月、満州事変が起こっている。また、和解勧告が出される1か月前に、2・26事件が起き、その年の11月には東西からソ連を牽制すべく日独防共協定が締結され、いわば日ソ間の軋轢のピークを迎えている。ソ連政権を承認せず、日本に亡命した白系ロシア人も、この時代の日本では、官吏を含めて大部分の日本人にとっては仮想敵国ソ連からの「ロスケ」であったのではなかろうか。

Кавамата Кадзухидэ (яп.) в своей книге «Пятнадцать лет Святого Валентина в Тайсё: История В. Ф. Морозова, производившего шоколад в Японии» писал, что когда Фукумото Гирё уведомил посла США Уильяма Себальда (англ.), вызвавшегося адвокатом Морозовых на суде, по поводу Морозовых после начала принятия мер по передаче прав на бренд, что те могут быть высланы, если те ничем не будут управлять. Далее Фукумото позвал Морозовых в свой офис Председателя торгово-промышленной палаты Кобе и сказал, что их адвокатом стал человек, пытавшийся захватить контроль над Маньчжоу-го в ущерб интересам Японской империи. Назначение адвокатом американца усугубило ситуацию и Морозовы были вынуждены под давлением написать самоотвод от участия в арбитраже, прокомментировав это так:

Благодарю вас за имеющуюся возможность жить в Японской Империи, как можно быть неблагодарным? Ведь окажись я в России — я буду убит, и это будет в порядке вещей, ведь я из Белых, лучше вести себя тихо.
Оригинальный текст (яп.)あんた方、こんな帝国の日本に住めて有難いじゃないですか。ロシアにいたら殺されてる。いいですか、白系ロシア人なんだから、おとなしくしていたほうがいい。

Себальд, возмущённый ситуацией с Морозовыми, отказался от позиции адвоката, заявив:

Не хочу такое говорить, но это страна совсем не как США. Считаться неполноценным лишь потому, что являешься иностранцем… Это страна беззакония!
Оригинальный текст (яп.)こんなことはいいたくないが、ここはアメリカではなかった。外国人であるというだけでハンディキャップを負うとは……この国には法律はありません。

Вдобавок, в период между открытием компании Морозовым и периодом, когда прошёл суд, дети Кадузуно и Фукумото вступили в брак, создав родственные связи.
После переговоров Морозов решил управлять производством и изготовлением кондитерских изделий под другим брендом, чтобы не нарушать условия мирового соглашения. Выйдя из прежнего кондитерского бизнеса и создав свой собственный новый, он основал компанию, названную им «Confectionery Valentine».
Однако разгоревшаяся в 1937 году японо-китайская война не давала возможность сохранить устойчивость поставок. С 1940 по 1941 год он выехал из Японии в Китай, где учил кондитерскому делу другого русского белоэмигранта, имевшего свою кондитерскую лавку в Шанхае.
В ноябре 1941 года он вернулся в Японию, а 8 с декабря начались тихоокеанские боевые действия. Морозов забросил управление лавкой и с семьёй эвакуировался в поместье в Ойке, округ Хокусинтику. 5 июня 1945 года его магазин был случайно уничтожен при авианалёте ВВС США на Кобе.

### Создание «Cosmopolitan Confectionary»
Сразу по окончании войны, в октябре 1945 года, Морозов застолбил торговые площади у государственных железных дорог с помощью властей префектуры Хёго и наладил поставки сахара, открыв магазин «Cosmopolitan».
Морозов арендовал фабрику в Санномии (англ.), принадлежавшую кондитеру из Германии Карлу Юххайму (англ.), оборудование которой были сожжено при авианалётах, но сам каркас здания из железобетона был цел, с целью печь там булочки и продавать конфеты для жителей Кобе. Хлебопекарня имела большой коммерческий успех, что привело к появлению отделений «Cosmopolitan» в Осаке и Токио к 1950 году. В 1947 году мэром Кобе Кэнкити Кодэра (яп.) был передан «Cosmopolitan» заказ на изготовление подарочного шоколада от Императорского дома Японии для Императора Хирохито.
Морозов был сильно заинтересован в изготовлении шоколадных конфет как мастер кондитерского дела. Когда «Cosmopolitan Confectionary» была только-только основана, имелись большие трудности с поставками сырья, поэтому он мечтал о времени, когда он снова сможет печь булочки, торты и пирожные, делать конфеты и остальной ассортимент, который он выпускал до войны. Его мечта реализовалась после войны, когда шоколадные конфеты заняли 70%-ную долю в продажах «Cosmopolitan Confectionary».
23 января 1999 года Валентин Фёдорович Морозов скончался, а компания перешла к его старшему сыну Валентину Валентиновичу Морозову, но в августе 2006-го свернула свою деятельность из-за убытков в связи с упавшими продажами.
Был другом американского художника-постановщика Александра Александровича Голицына. Однажды увидев фильм «Ураган» режиссёра Джона Форда и заметив в титрах имя Голицына, после завершения боевых действий на Тихом океане поехал в США, чтобы встретиться с ним. Дизайн фабрики, «Cosmopolitan», построенной в 1984 в Кобе, на острове Порт-Айленд, был вдохновлён именно Голицыным.
Его жена Ольга, как и он сам, были лицами без гражданства. Валентин Морозов заявлял, что он хотел бы пройти натурализацию и получить гражданство Японии, но решил отказаться от этого, смутившись необходимостью смены русского имени на японское.